# Capo d’Orso

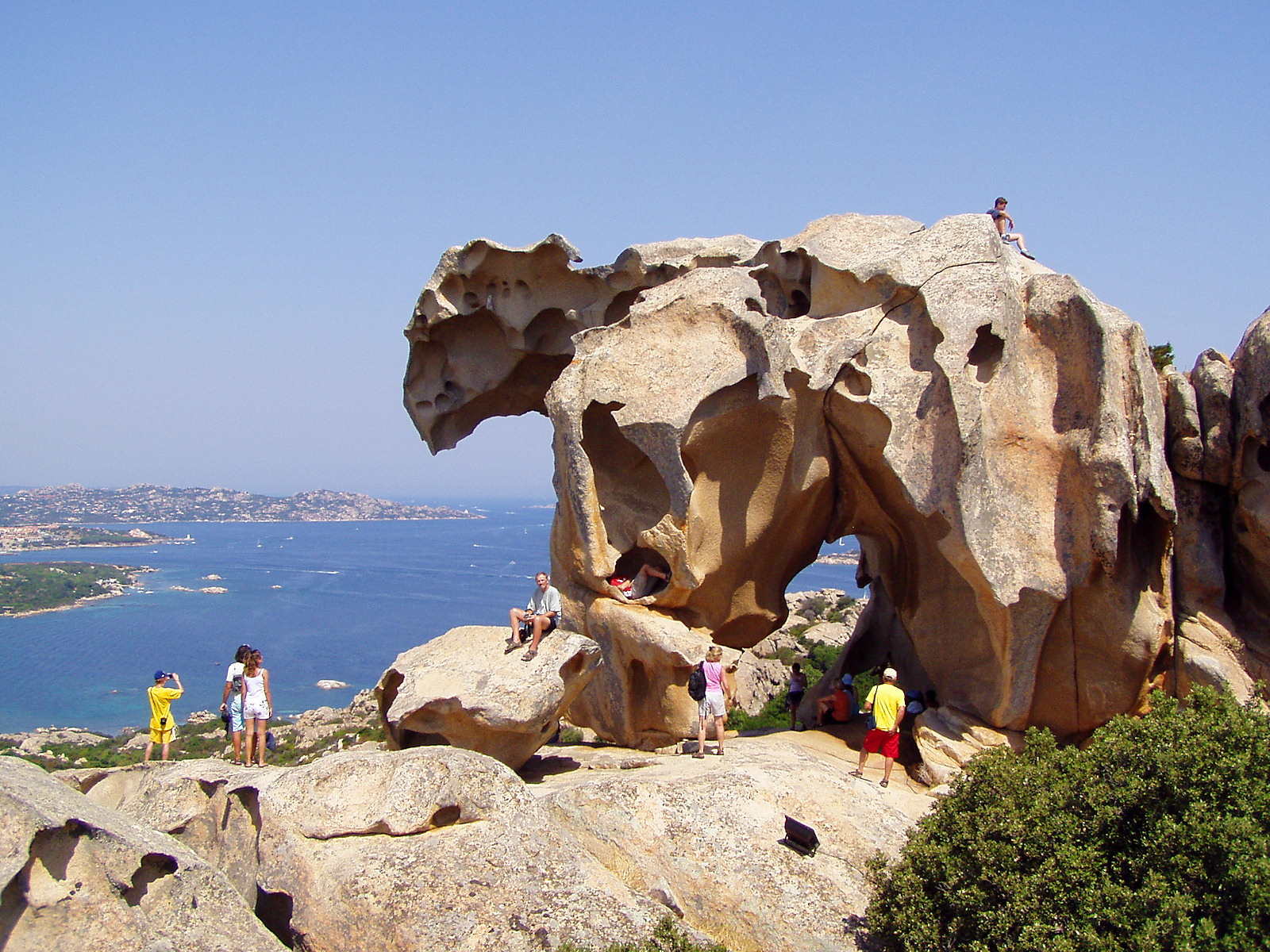
Der markante Felsen am Gipfel des Capo d’Orso ist ein häufig besuchter Aussichtspunkt

Das oder der Capo d’Orso ist eine auffällige Landspitze, ein Kap, an der Nordostküste der italienischen Mittelmeerinsel Sardinien, etwa drei Kilometer östlich der Hafenstadt Palau.
Es verdankt seinen Namen, übersetzt „Kap des Bären“, einem markanten Felsen nahe dem Gipfel, der Punta d’Orso, dieses Vorsprungs der sardischen Gebirgsküste. Mit besonderen Formen der Verwitterung – wie Wollsackverwitterung, Verwitterungsrinden und Tafoni – entstand aus dem Granit hier eine Felsfigur, die an einen Bären erinnert und wegen der Größe und exponierten Lage hoch über dem Meer weithin sichtbar ist. Das Capo d’Orso gilt als eines der Wahrzeichen des Gebietes Gallura und ist Teil einer eindrucksvollen Küstenlandschaft im Norden der Costa Smeralda. Vom Gipfel der auch „Felsenbär“ genannten Klippe kann man auf den La-Maddalena-Archipel und bis zur französischen Nachbarinsel Korsika hinüber blicken.

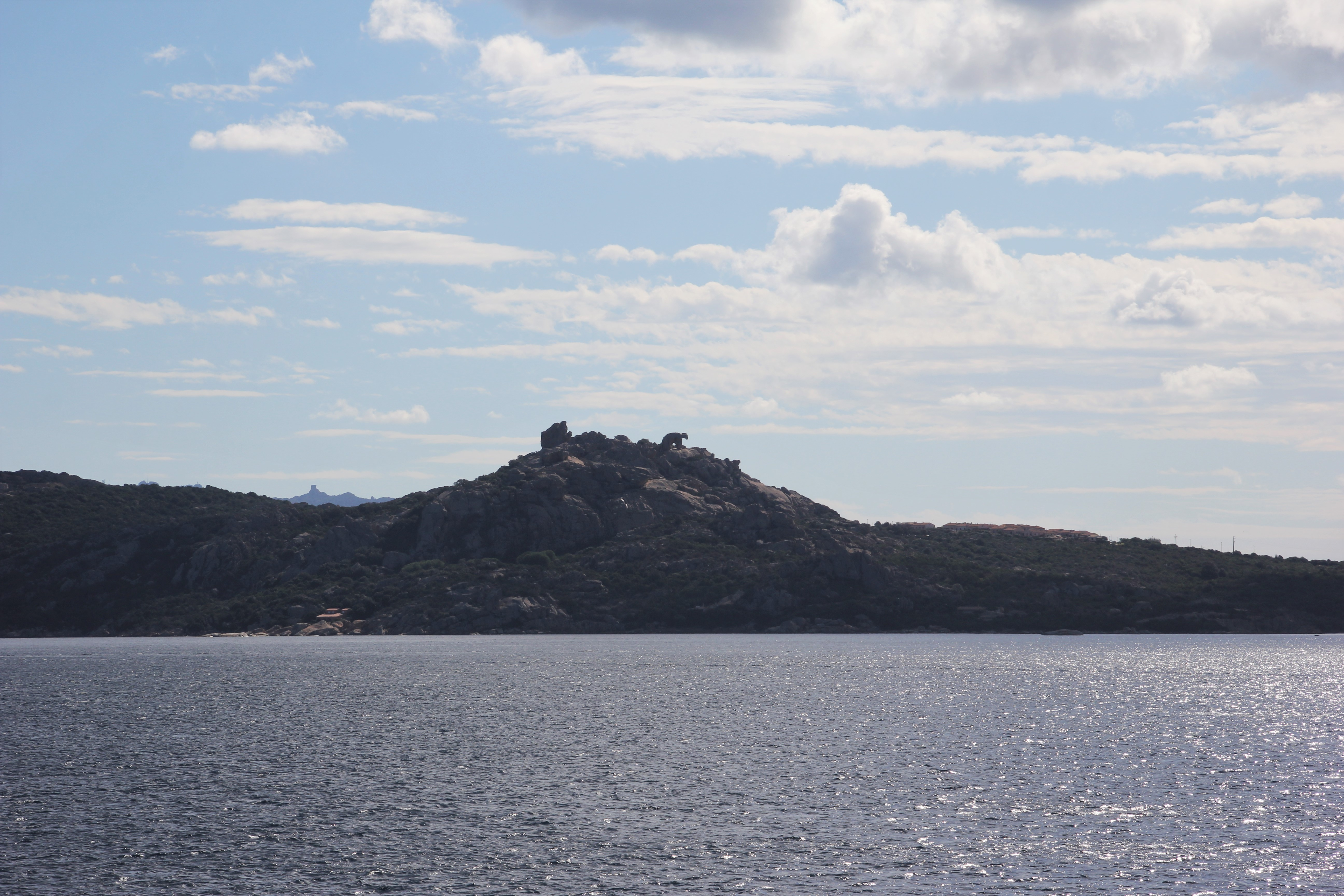
Blick auf das Kap vom Tyrrhenischen Meer aus
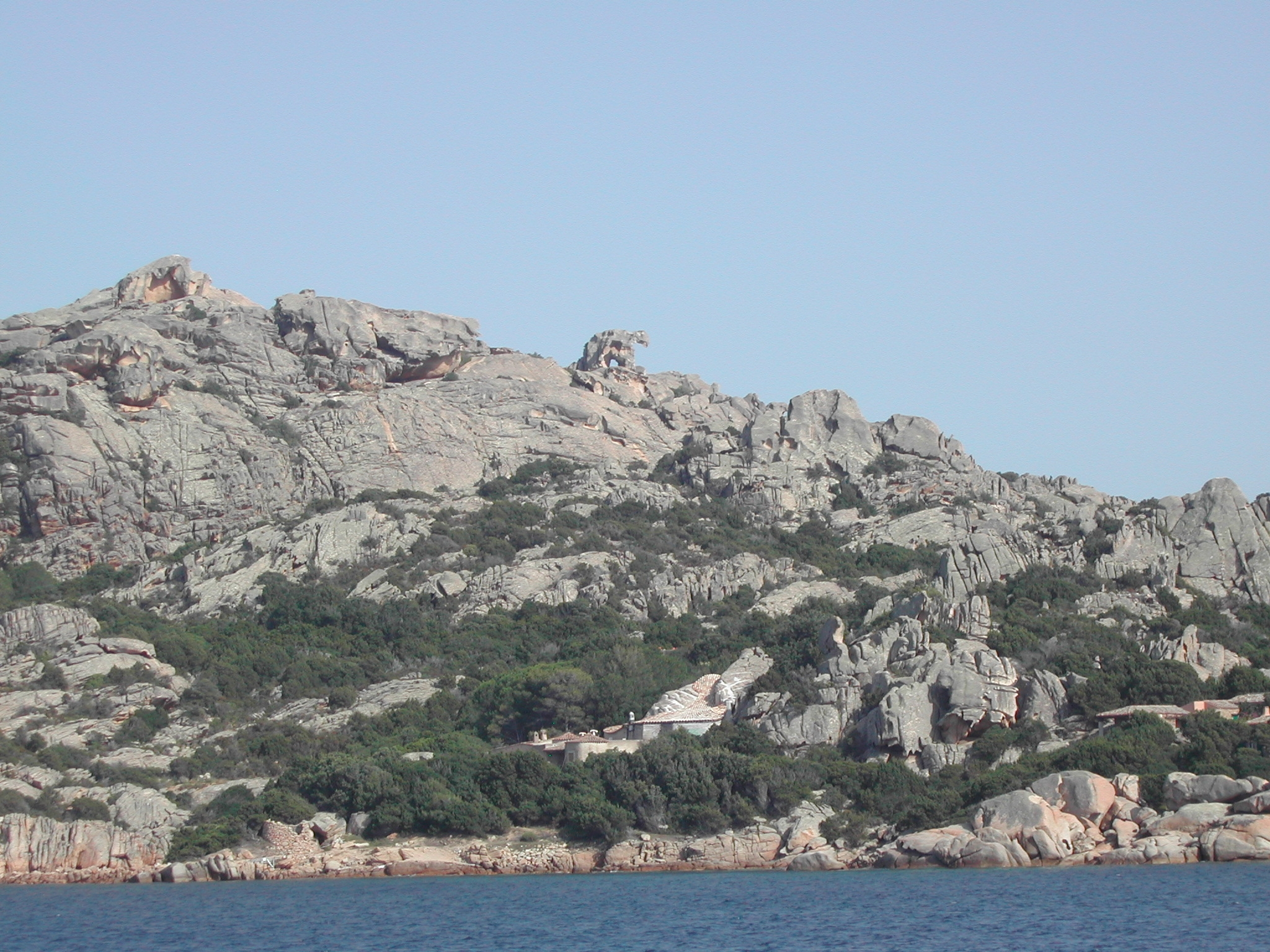
Verwitterung formt Granit in verschiedener Weise
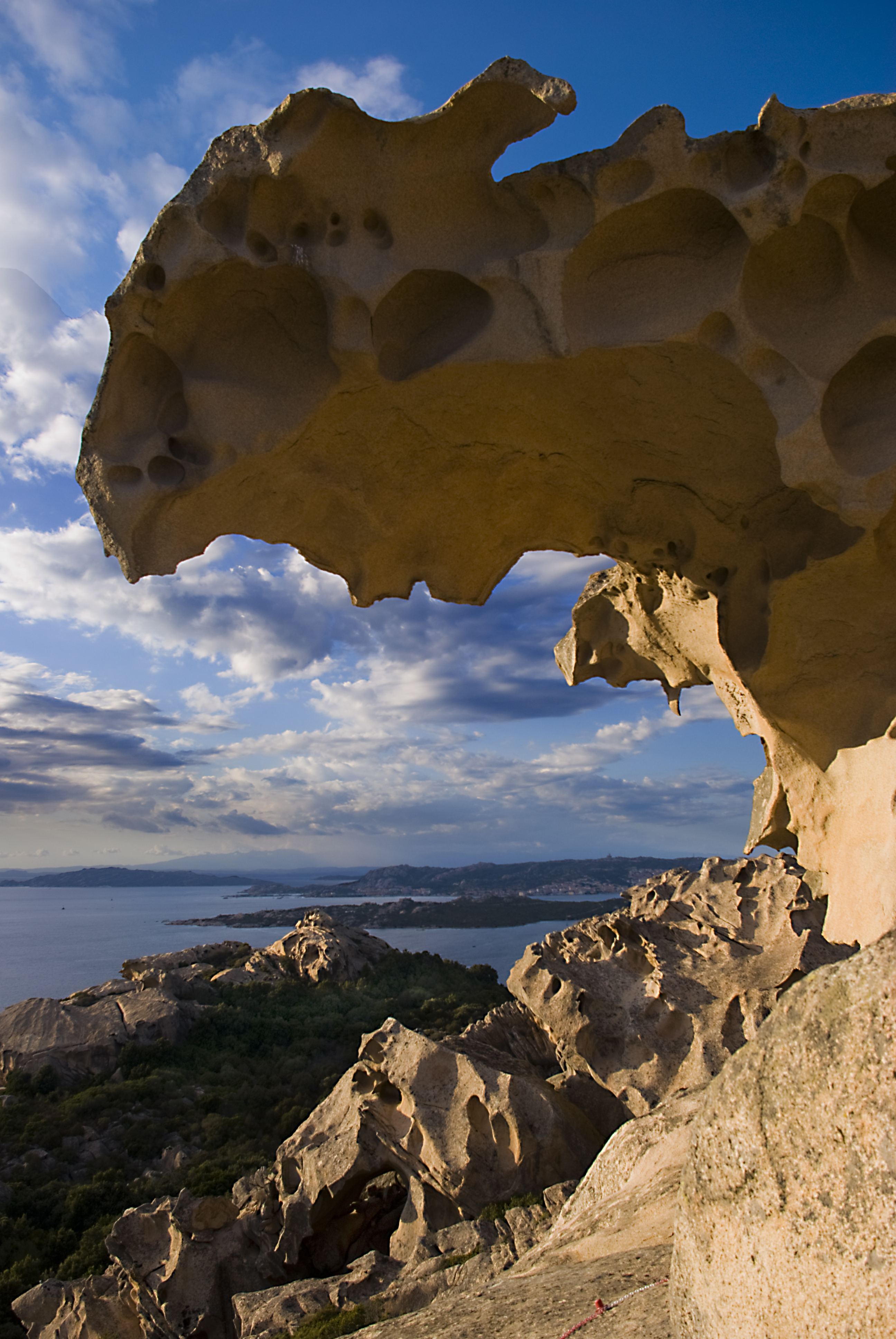
Tafoni am „Kopf“ des Bärenfelsens
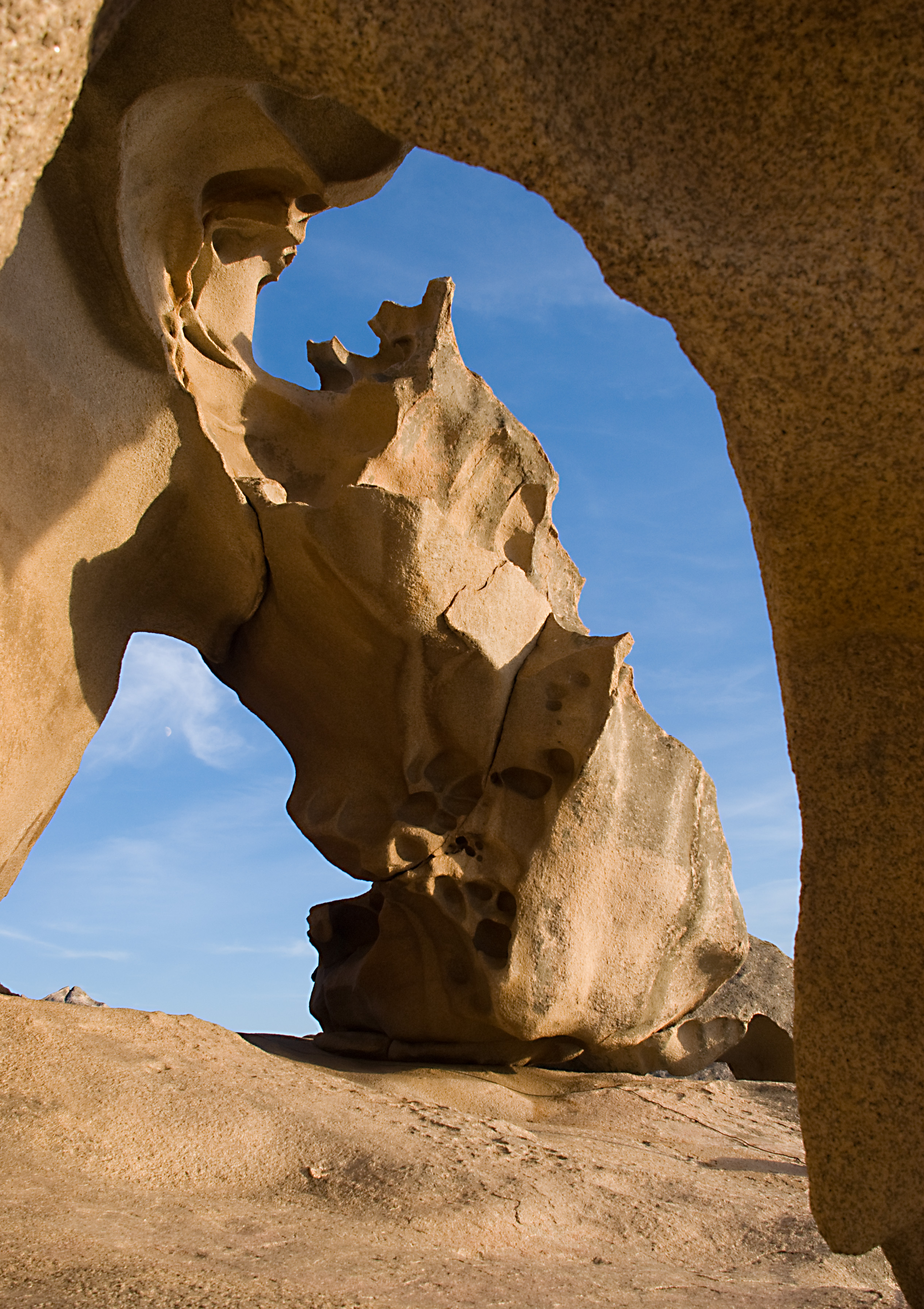
Blick durch Felsentore der Punta d’Orso

## Belege
- Peter Höh: Sardinien, 7. Auflage 2013, Reise Know-How Verlag, Bielefeld, ISBN 3-8317-1464-9

Koordinaten: 41° 10′ 38,5″ N, 9° 25′ 23,1″ O